# Communistische Partij van Turkije/Marxistisch-Leninistisch
De Communistische Partij van Turkije/Marxistisch-Leninistisch (Turks: Türkiye Komünist Partisi/Marksist-Leninist), afgekort als TKP/ML is een maoïstische partij in Turkije. De partij is in 1972 opgericht door onder anderen İbrahim Kaypakkaya, die de eerste leider van de partij werd. De oprichters van de partij zijn voormalige leden van de Revolutionaire Arbeiders en Boerenpartij van Turkije.
De TKP/ML heeft een militaire vleugel genaamd het Bevrijdingsleger van de Arbeiders en Boeren in Turkije (Turks: Türkiye İşci ve Köylü Kurtuluş Ordusu), afgekort als TİKKO. Deze militaire vleugel vecht tegen de Turkse overheid.
Er zijn meerdere partijen van de TKP/ML afgesplitst, waaronder de:
- Communistische Partij van Turkije/Marxistisch-Leninistisch - Bolsjewiek
- Communistische Partij van Turkije/Marxistisch-Leninistisch - Hareketi
- Communistische Partij van Turkije/Marxistisch-Leninistisch - Revolutionair Proletair
- Communistische Partij van Turkije/Marxistisch-Leninistisch - Maoïstisch Partijcentrum
- Maoïstische Communistische Partij van Turkije